# Viktor Suchorukov
Viktor Ivanovitj Suchorukov född 1951 i Orechovo-Zujevo, Sovjetunionen, är en rysk skådespelare. Suchorukov började sin karräir med biroller, men kom så småning om att få större roller i flera filmer och är numera en av Rysslands mest berömda och prisade skådespelare. Under mars 2009 gästade Suchorukov den ryska filmfestivalen Kino Rurik i Stockholm och Uppsala i samband med att flera av hans filmer visades.